# Michaił Bołdyriew (1894–1939)

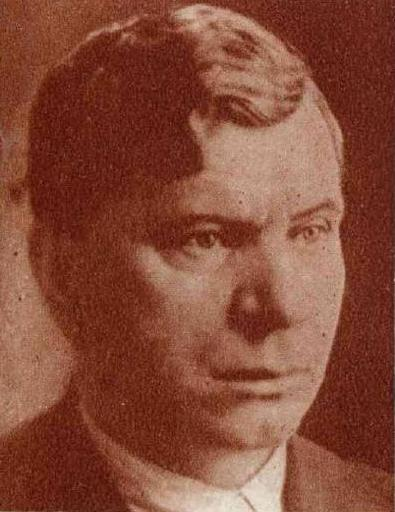
Michaił Fiodorowicz Bołdyriew

Michaił Fiodorowicz Bołdyriew (ros. Михаил Фёдорович Болдырёв, ur. w październiku 1894 we wsi Archangielskie Gorki w guberni woroneskiej, zm. 25 lutego 1939) – radziecki działacz państwowy.

## Życiorys
W 1914 został aresztowany i zwolniony, od stycznia 1915 do 1917 służył w rosyjskiej armii, 1915 skończył szkołę felczerską, od listopada 1917 do stycznia 1919 był przewodniczącym Komitetu Wykonawczego Zadońskiej Rady Powiatowej w guberni woroneskiej. Od stycznia do czerwca 1919 pracował w Komitecie Wykonawczym Woroneskiej Rady Gubernialnej, od czerwca do października 1919 był przewodniczącym Komitetu Wykonawczego Ostrogożskiej Rady Powiatowej, od października 1919 do lutego 1920 członkiem Woroneskiego Gubernialnego Komitetu Wykonawczego, a od lutego 1920 do czerwca 1922 sekretarzem i zastępcą przewodniczącego Komitetu Wykonawczego Woroneskiej Rady Gubernialnej. Od czerwca 1922 do lutego 1924 był zastępcą przewodniczącego Dońskiej Rady Gubernialnej, od lutego 1924 do listopada 1928 sekretarzem Rady Komisarzy Ludowych RFSRR, od grudnia 1928 do 1929 przewodniczącym Komitetu Wykonawczego Jarosławskiej Rady Gubernialnej, a od 1929 do września 1930 Jarosławskiej Rady Okręgowej. Od października 1930 do maja 1931 był zastępcą dyrektora kombinatu gumowego w Jarosławiu, od maja 1931 do sierpnia 1932 sekretarzem Komitetu Wykonawczego Moskiewskiej Rady Obwodowej, od sierpnia 1932 do 1937 kierownikiem Moskiewskiego Obwodowego Oddziału Ochrony Zdrowia, a od 2 sierpnia 1937 do lipca 1938 ludowym komisarzem ochrony zdrowia ZSRR.
16 lipca 1938 został aresztowany, 25 lutego 1939 skazany na śmierć przez Wojskowe Kolegium Sądu Najwyższego ZSRR pod zarzutem udziału w kontrrewolucyjnej organizacji terrorystycznej i rozstrzelany. 9 kwietnia 1955 pośmiertnie zrehabilitowany.